# مغامرات سندباد
مغامرات سندباد (باليابانية: アラビアンナイト シンドバットの冒険) هو مُسلسل رسوم متحركة ياباني من إخراج فوميو كوروكاوا ومن إنتاج شركة نيبون أنيميشن ويحوي 52 حلقة. تاريخ عرضه لأول مرة كان في 1 أكتوبر 1975 واستمر حتى 29 سبتمبر 1976.
مسلسل مغامرات سندباد يقوم في الأصل على القصص القديمة المعروفة ألف ليلة وليلة وفي قصص ألف ليلة وليلة, السندباد هو بحار عراقي من بغداد يهوى الإبحار والمغامرات وتحكى قصصه والمصاعب التي يواجهها ويتغلب عليها, التقى فيها كائنات غريبة وجزر عجيبة وكنوز مخفية, وسندباد هنا تاجر مسافر يبحر أحيانا وأحيانا أخرى يسافر بجمله على البر.

## القصة
سندباد بطل المسلسل هو ابن التاجر هيثم أحد التجار المشهورين في مدينة بغداد، له صديق اسمه حسن (يفترض أنه الشاطر حسن) وهو فتى فقير يوزع جرار الماء. يتسلل سندباد مع صديقه حسن إلى الحفل المقام بقصر والي بغداد، وهناك يرى عروض سحرية وبهلوانية مبهرة من عارضين عدة من أنحاء العالم، ومن هنا يقرر سندباد أن يرحل ليرى العالم الواسع مع عمه كثير الترحال علي الذي أحضر له طائراً يتكلم، هذا الطائر هو ياسمينة التي تشارك سندباد بطولة كل الحلقات.
يهرب سندباد ويبحر مع عمه علي، لكنه ينفصل عن عمه بسبب حوت رست السفينة على ظهره ظناً من البحارة أنه جزيرة. تبدأ مغامرات سندباد وحده مع طائره المتكلم ياسمينة. يتعرض سندباد لعدة مواقف منها المثير والمخيف ويواجه مخلوقات غريبة مثل طائر العنقاء العملاق والمارد العملاق ذا اللون الأخضر الذي يأكل البشر.
يتعرف سندباد على صديقين هما علي بابا وهو شاب يعمل لدى اللصوص يجيد استعمال الخنجر والحبل، يقرر ترك حياة اللصوص والانضمام إلى سندباد حباً في المغامرات، انضم للمغامرات ابتداء من المغامرة 19 | علي بابا واللصوص، والعم علاء الدين وهو شيخ كبير بالسن، لكنه يهوى المغامرات ويلتحق بسندباد ابتداء من المغامرة 23 | وحش النهر حتى نهاية المغامرات، ويصبحون ثلاثي من المغامرين ويواجهون بعض المصاعب مع المشعوذين بولبا والعجوز ميساء وغيرهم، لكن في كل مرة يتمكن الخير من الانتصار على الشر بذكاء سندباد وحكمة علاء الدين وإقدام علي بابا يتمكنون من التغلب على المشعوذين ومن ثم التغلب على زعيمهم الجني الأزرق وتابعته الشريرة، المرأة التي لها ظل بقرة (زغل).
وبموت الزعيم الأزرق، يزول السحر عن والدي ياسمينة ويعودان إلى شكلهما الطبيعي، وهما ملك وملكة بلد آخر وياسمينة ابنتهما تكون أميرة.
وينقذ سندباد الناس الذين حوّلهم الزعيم الأزرق إلى حجارة، ومن بينهم والديه وعمه علي، بعد هذا النصر سندباد يكون قد تعود على حياة المغامرات فيعود هو وعلي بابا وعلاء الدين إلى السفر من جديد بحثاً عن المغامرات.

## الشخصيات
- سندباد: بطل المسلسل، وهو الفتى البحار المغامر من مدينة بغداد. أندهش من قصص عمه بأعالي البحار والذي أهداه الطائر المتكلم ياسمينة، فقرر أن يكون مغامراً مثله، وأصبح مغامراً وتاجراً معروفاً. يتعرف على علي بابا وعلاء الدين ويصبحون ثلاثة مغامرين برفقة ياسمينة.
- على بابا : في الأصل له قصة مختلفة هي قصة «علي بابا والأربعين سارق»، لكن جًمعت قصته مع قصة سندباد مع بعض التغيرات؛ فعلي بابا هنا يكون أحد اللصوص وينقلب عليهم ويأخذ جانب سندباد. هو شاب مغامر وجريء ويجيد أستعمال الحبل.
- علاء الدين: صديق سندباد وعلي بابا، هو أيضاً له قصة خاصة به ألا وهي «علاء الدين والمصباح السحري» لكنها جمعت ومع تغييرات، فعلاء الدين الآن أصبح شيخاً ويحب المغامرة فينضم لسندباد؛ دائماً ما يردد «سبحان الله» و «إنها مشيئة الله» فهو ربما أكثرهم تديناً.
- ياسمينة: الطائر المتكلم، وهي في الأصل أميرة حولها المشعوذون إلى طائر، كما حولوا أبويها الوالي وزوجته إلى نسرين أبيضين، وهي كطائر تكون رفيقة سندباد في أسفاره ورحلاته وتساعده ولكنها مشاكسة أيضاً ودائماً ما تختلف معه. اسمها الأصلي هو الأميرة شيلا Sheila أو شيرا Shura (غير واضح من النطق الياباني)، علماً بأن ياسمينة هي من نوع من الطيور التي لها قدرة على تقليد الكلام وتدعى المينة.

## القائمون على العمل
| - كويتشي موتوهاشي - فوميو كوروكاوا (أخرج أيضاً مسلسلي نساء صغيرات وماوكلي فتى الأدغال وبعض حلقات مسلسل غاتشامان) - كونيهيكو أوكازاكي (أخرج أيضاً مسلسل Wanpaku Tanteidan) - شويتشي سيكي - Momose Yoshiyuki - Tsuji Shin'ichi - Fukuta Kiyomu - Doya Keinosuke - Andô Masanobu - Sakata Yû - Ishikuro Noboru - Okazaki Kunihiko - Annô Masami - Maeda Tatsuo - Tanaka Minoru - sawada Reiko - date Katsumi - Tsuji Ichirô - Takahashi Fumi - Odaki Mitsuo - Kaneko Yutaka - Kamijô Itsuo - Satô Michio - Yukimuro Shun'ichi - Andô Toyohiro - Nakanishi Ryûzô | \| الشخصية \| الدبلجة اليابانية \| الدبلجة العربية \| \| --------------- \| ----------------- \| --------------- \| \| سندباد \| نوريكو أوهارا \| أنطوانيت ملوحي \| \| علي بابا \| أكيرا كاميا \| وحيد جلال \| \| الأميرة ياسمينة \| فويومي شيرايشي \| جيزيل نصر \| ملاحظة: أكيرا كاميا من أقوى الأصوات اليابانية وقد أدى العديد من الشخصيات مثل بابي في جزيرة الكنز، كوغورو موري «توغو موري» في مسلسل المحقق كونان وريو سيبا في روي فوكر في ماكروس ناغاري ريوما في قيتا روبو. - أنطوانيت ملوحي - سندباد - جيزيل نصر - ياسمينة - عبد المجيد مجذوب - راوي مغامرات سندباد من الحلقة 1 إلى الحلقة 26، عفريت الصحراء - وحيد جلال- علي بابا، راوي مغامرات سندباد من الحلقة 27 إلى الحلقة 52 - جوزيف نانو - بولبا (الصوت الأول)، زعيم اللصوص - أحمد الزين - التاجر حسان (الحلقة 7) - إبراهيم مرعشلي - وفاء طربيه - الأميرة ضياء، حسن، ميساء (الصوت الأول) - مرسيل مارينا - زغل (الصوت الأول) - عوني المصري - صاحب الكلبين، ساحر المغرب (الصوت الأول) - عبد الكريم عمر - علاء الدين، والي بغداد - صبحي عيط - زعيم الدخان - سمير معلوف - والد سندباد - نهى هاشم - جناح فاخوري - هند - شفيق حسن - زكريا المصري - بولبا - عمر الشماع - الزعيم الأزرق، زعيم النار، عالم الأثار المزيف - ناديه حمدي - زغل، ميساء، هند - نقولا أبو سمح مخرج ومنتج قام بإنتاج نسخة مغامرات السندباد البحري العربية. - وئام الصعيدي تم إنتاج المسلسل النسخة العربية تحت اشرافه. |                 |
| الشخصية | الدبلجة اليابانية | الدبلجة العربية |
| سندباد | نوريكو أوهارا | أنطوانيت ملوحي  |
| علي بابا | أكيرا كاميا | وحيد جلال       |
| الأميرة ياسمينة | فويومي شيرايشي | جيزيل نصر       |

## عناوين الحلقات
عدد الحلقات اثنين وخمسون حلقة دبلجت جميعها للعربية لكن بعض القنوات البث لم تعرض بعض الحلقات.
| رقم الحلقة | عنوان الحلقة                                      | تاريخ العرض الأصلي |
| --- | ------------------------------------------------- | ------------------ |
| 01 | «قبل الرحيل» (船出!)                              | 1 أكتوبر 1975      |
| من مدينة بغداد القديمة على ضفاف نهر دجلة تبدأ حكاية سندباد الذي يتسلل مع صديقه حسن إلى الحفل المقام بقصر والي بغداد وهناك يرى عروض سحرية وبهلوانية مبهرة من عارضين عدة من أنحاء العالم، ومن هنا يقرر سندباد أن يرحل مع عمه كثير الترحال علاء ليرى العالم الواسع. |                                                   |                    |
| 02 | «الجزيرة العائمة» (もっくり島だぞ)                | 8 أكتوبر 1975      |
| سافر سندباد مع عمه وبعض التجار شاهدوا جزيرة عائمة في وسط المحيط يقال عنها أنها راكدة في القاع ولا تظهر على السطح إلا نادراً واستراحواً في جزيرة وأشعلوا نار ليتناولوا طعامهم ولم يدركوا أنها حوت حتى صاح بهم الربان وأخبرهم بأنها ستغوص بهم لأنها أحست بحرارة النار. وأسرع الركاب في الصعود إلى السفينة فمنهم من استطاع النجاة ومنهم من غرق في البحر وكان السندباد ممن لم يستطع الوصول إلى السفينة ولكنه استطاع النجاة عندما تعلق بقطعة خشب وسبح حتى وصل إلى جزيرة آخرى                                                    |                                                   |                    |
| 03 | «العنقاء» (巨鳥ロック)                            | 15 أكتوبر 1975     |
| بعد مغامرته البحرية الأولى وجد سندباد نفسه وحيداً على جزيرة مهجورة تعيش عليها طائر العنقاء الضخم التي يحاول أن يستخدمه سندباد للهروب من الجزيرة، لكن العنقاء تتركه في وادي الماس المليء بالأفاعي الضخمة. |                                                   |                    |
| 04 | «العجوز الغريب» (怪しい老人)                      | 22 أكتوبر 1975     |
| في طريق العودة إلى الوطن بغداد تغير السفينة التي تقل سندباد مجرى سيرها لاحتياجها للماء فتعود به إلى جزيرة العنقاء التي تركها هارباً من قبل وتهاجم العنقاء السفينة وتحطمها ويفيق ليجد سندباد نفسه على جزيرة أخرى وهناك يقابل رجل عجوز غريب يحول نفسه إلى مسخ مُخيف أقرب إلى الماعز وهو جني في الأصل في صورة رجل عجوز، يطلب منه حمله إلى الضفة المقابلة للنهر قائلاً إنه لا يقوى على السير لإن ركبتيه متعبتان وما أن يمتطى كتفيه حتى يتفاجأ سندباد بأن العجوز لا يريد أن ينزل من على كتفيه                                    |                                                   |                    |
| 05 | «نهر الجواهر» (サランジブの王様)                  | 29 أكتوبر 1975     |
| بعد أن أفلت سندباد من العجوز الشرير تتعرض السفينة التي يفترض أن تقله إلى وطنه بغداد إلى تيار غادر قاد السفينة إلى آخر العالم، وغرق من كان على السفينة إلا سندباد وياسمينة وقبطان السفينة فريد والتاجر المحب للجواهر عباس – وأثناء بحثهم وجدوا نهر الجواهر ولعدم وجود مخرج من هذا النهر استسلم كلا الرجلين للموت، لكن سندباد رفض أن يستسلم مثلهم وصنع طوقا للنجاة به من النهر. |                                                   |                    |
| 06 | «جبل العاج» (象牙の山)                            | 5 نوفمبر 1975      |
| أخيراً وصل سندباد إلى بغداد ووجد أن أباه وأمه قد باعا البيت والأملاك واشتروا سفينة وذهبوا للبحث عنه لعلمهم أن السفينة التي كانت تقله هو وعمه علاء قد غرقت، ويعلم سندباد من صديقة حسن إن سفينة أبويه قد غرقت ويحزن سندباد حزناً شديداً ويقرر السفر على السفينة العائدة لسرانديب والتجارة برأس مال من الذهب والجواهر التي جمعهم في اسفاره ولكن السفينة تقع في يد القراصنة ويباع سندباد وطاقم السفينة ويجبروا على اصطياد الأفيال طمعاً في العاج وهنا يكتشف سندباد جبل العاج.                                                    |                                                   |                    |
| 07 | «الوليمة» (ごちそうぜめ…!?)                       | 12 نوفمبر 1975     |
| عاد سندباد لمدينة بغداد وبالكنوز التي وفق بها استطاع أن يسترجع بيت والديه. وشرع في رحلة تجارية مع أربعة من كبار التجار لكن تحدث عاصفة وينتهى الأمر بهم وهم أسرى في قفص ملئ بالأطعمة الشهية التي كانت تأتي لهم يوما بعد يوم وهم لا يفعلون شئ سوى الأكل، لكن سندباد لم يكن يأكل أكثر من حاجته ويتضح بعد ذلك انهم يطعموهم ليقدموهم طعاماً لطيور العقبان. |                                                   |                    |
| 08 | «رحلة حب الكنز» (木の実の宝石)                    | 19 نوفمبر 1975     |
| يتاجر سندباد بالبهارات التي تؤدي به هو ورفاقه إلى جزيرة الوحش العملاق، وفاءً بوعد قطعة سندباد لثلاثة أشقاء بإحضار البهار لأمهم العجوز ولإن تجارة البهارات تجارة خطرة يكون ثمنها غالياً جداً لهذا يسمونها حب الكنوز. |                                                   |                    |
| 09 | «سر الغزالة» (砂漠の魔人)                         | 26 نوفمبر 1975     |
| يخرج سندباد في أول رحلاته التجارية بالبر مع القوافل ليقطع الصحراء لكن تحدث عاصفة رملية ويتفرق عن القافلة وإثناء لهوه ببذر العناب يقتل ليس عن قصد ابن عفريت الصحراء، فيأتي عفريت الصحراء للثأر لولده طالباً قتل سندباد فيتوسط رجل عجوز ومعه غزالة بسرد قصته الغريبة هو والغزالة محاولاً تخفيف عقاب العفريت لسندباد ولو حتى إلى الثلث. |                                                   |                    |
| 10 | «العجوز والكلبان» (オアシスの老人)                | 3 ديسمبر 1975      |
| يبحث سندباد يائساً عن أي شخص يطفئ غضب عفريت الصحراء الذي يريد قتله وإذ برجل عجوز ومعه كلبين يقص علية سندباد مصيبته فيحكى العجوز قصته الغريبة هو والكلبين للعفريت محاولاً تخفيض ثلث العقاب الثاني وبعدها يحاول سندباد أن يحكى لعفريت الصحراء ما رآه في أسفاره محاولاً تخفيض ثلث العقاب الاخير. |                                                   |                    |
| 11 | «اللؤلؤة السوداء» (黒い真珠)                      | 10 ديسمبر 1975     |
| رغم كل ما صادف سندباد في رحلاته السابقة هاهو يبحر من جديد في عالم المجهول لكى يرضى حب المغامرة المتأصل في نفسه لكن سفينته تتعرض لعمود مائي وتتحطم ويفيق سندباد ليجد نفسه في بيت الصياد فاضل الذي تتأذى قدمه حين كان يعلم سندباد الصيد بالشباك فيحاول سندباد مساعدته بالخروج مكانه للصيد ويجد حورية بحر التي تعطيه اللؤلؤة السوداء لمساعدته لها. |                                                   |                    |
| 12 | «هدية الحورية» (人魚の贈物)                       | 17 ديسمبر 1975     |
| كان سندباد ينتظر أي سفينة تعيده إلى بغداد وإثناء ذلك كان يساعد الصياد فاضل في الصيد فجاءته الحورية طالبة منه بعض الفاكهة وأهدته سلة جواهر كانت سبباً في وقوعه في يد العدالة وإتهامه هو والصياد فاضل، والخباز سليم بسرقة جواهر الوالي. |                                                   |                    |
| 13 | «الحصان الطائر» (空飛ぶ木馬)                      | 24 ديسمبر 1975     |
| أثناء وجود سندباد في بغداد يأتي رجل غريب يدعى إنه وليد عم حسن صديق سندباد ليأخذ حسن معه ليتعلم التجارة وسندباد بصفته صديقه الذي لا يتركه في أول رحلاته التجارية يذهب معه، لكن يتضح أن الرجل مشعوذ ويريد استخدام حسن في دخول كهف العفريت الأعظم المليء بالكنوز ليحضر له حسن قنديل من داخل هذا الكهف. |                                                   |                    |
| 14 | «كنز الكهف» (大魔王の宝)                          | 7 يناير 1976       |
| أثناء وجود سندباد في بغداد يأتي رجل غريب يدعى إنه وليد عم حسن صديق سندباد ليأخذ حسن معه ليتعلم التجارة وسندباد بصفته صديقه الذي لا يتركه في أول رحلاته التجارية يذهب معه، لكن يتضح أن الرجل مشعوذ ويريد استخدام حسن في دخول كهف العفريت الأعظم المليء بالكنوز ليحضر له حسن قنديل من داخل هذا الكهف. |                                                   |                    |
| 15 | «ابنة الحاكم» (シャレドのお姫さま)                | 14 يناير 1976      |
| يكتشف سندباد سر القنديل/المصباح الذي جلبه حسن من داخل الكهف ويتجه هو وحسن وياسمينه إلى شيراز لرؤية ابنة حاكمها خارقة الجمال بدر الزمان ويفتن بها سندباد ويرجو من والدها أن يكون نديم لها ولو لعشرة أيام، لكن والدها يشترط أن يأتيه سندباد بسبعين رسول محملين بسبعين صندوق جواهر ليس هذا فقط بل يقوم سندباد أيضا ببناء قصر له في ثلاثة أيام ليستقبل فيه ابنة الحاكم. |                                                   |                    |
| 16 | «بائع المصابيح» (モロッコのランプ売り)            | 21 يناير 1976      |
| بنى سندباد قصرة في شيراز ونسى كل شي عن العودة إلى بغداد، ويعلم مشعوذ المغرب أن المصباح بحيازة سندباد فيخطط للاستيلاء عليه واستخدامه لنقل قصر سندباد الذي به الأميرة بدر الزمان ووصيفتها من شيراز إلى مراكش، فيستخدم سندباد خادم الخاتم الذي تركة له صديقه حسن قبل عودته إلى بغداد محاولا إنقاد الأميرة وأعادتها إلى شيراز. |                                                   |                    |
| 17 | «سجين البحر» (ソロモンの封印)                     | 28 يناير 1976      |
| اثناء الترحال يفقد سندباد وعيه من جراء عاصفة رملية فتجده بائعة ماء طيبة تأخذه إلى دارها وردا لمعروفها معه يحاول سندباد استخدام شبكة صيد زوجها المفقود لمساعدتها هي وأولادها الصغار لكن الشبكة تأتي له من البحر بقدر نحاسي يخرج منه مارد ضخم كان محبوس ستة الآف عام في ذلك القدر و يريد قتل سندباد. |                                                   |                    |
| 18 | «المشط العجيب» (ガイコツの軍団)                   | 4 فبراير 1976      |
| سمع سندباد نصيحه المارد سجين القدر وقصد حاكم مدينة التيسه حاملاً معه أربعة سمكات من ألوان مختلفة. هناك أخبره الحاكم أن المكان الذي أتى به سندباد بالأسماك هو نفس مكان مملكة أخاه الأصغر الحاكم المحمود التي اختفت بين ليلة وضحاها منذ ثلاثين عاماً، ويذهب سندباد والحاكم لتفقد البحيرة فيجد سندباد الحاكم المحمود نصف متحجر ويخبره أن زوجته الجنية هي التي فعلت به ذلك وحولت المملكة إلى بحيرة وجميع سكانها إلى أسماك ملونة وأخبره أيضاً أن نقطه ضعفها في المشط الذي لا تتركه.                                              |                                                   |                    |
| 19 | «علي بابا واللصوص» (放浪児アリババ)               | 11 فبراير 1976     |
| أثناء الترحال يتعرض سندباد لعاصفة رملية قوية تنتهى به فوق رأس نخلة يساعده على النزول منها علي بابا اللص المعروف. ويأمر زعيم اللصوص أن يذهب علي بابا وسندباد إلى خيمة حاكم البصرة المتجهة في طريقه إلى بغداد للتجسس عليه ومعرفة عدد جنوده والأشياء الثمينة لديه، لكن سندباد يقنع علي بابا بالعدول عن مساعدة اللصوص ومساعدة حاكم البصرة في الافلات من أيديهم. وتكون هذه بداية سلسلة مغامرات سندباد وعلي بابا الذين أصبحوا فيما بعد أعز صديقين.                                                                             |                                                   |                    |
| 20 | «جزيرة النساء» (女ばかりの王国)                   | 18 فبراير 1976     |
| بعد أن أصبح سندباد وعلي بابا صديقين حميمين وقعوا أسرى في جزيرة كل سكانها من النساء وتتسبب وقاحة علي بابا وطول لسانه في الإساءة إلى الأميرة منال وغضب أمها الملكة التي تأمر بقتله برميه في البئر الذي به الوحش كبير. ويحاول كل من سندباد وياسمينة وأيضاً الاميرة منال إخراجه من هذا المأزق الصعب. |                                                   |                    |
| 21 | «ابن العنقاء» (巨鳥の子ロックル)                  | 25 فبراير 1976     |
| من جراء عاصفة بحريه تتحطم مركب سندباد وعلي بابا. يفيق سندباد ليجد نفسه هو وياسمينة على سفينة تاجر متجة إلى بغداد ليبيع مايعتقده إنه كتلة رخام كبيرة لكن سندباد يخبره بأنها بيضة طائر العنقاء التي تفقس فرخاً يسميه سندباد صخر وتأتي أمه العنقاء وترمى بالسفينة على جزيرة القراصنة الذين يقدموا سندباد قرباناً للديناصور. |                                                   |                    |
| 22 | «رحلة جوز الهند» (大猿の恩返し)                   | 3 مارس 1976        |
| يحاول سندباد وياسمينة مساعدة العجوز كاظم وزوجتة مها في جمع جوز الهند للمرابى غربان الذى يطالبهم بكمية كبيرة منه قضاء لفوائد دينهم، لكن عملية جمع جوز الهند صعبة مع وجود القرود لذلك يبتكر سندباد طريقة جديدة تساعدهم في جمعة لكن ثعبان المستنقعات كان له بالمرصاد. |                                                   |                    |
| 23 | «وحش النهر» (ナイルの河ぼうず)                    | 10 مارس 1976       |
| بعد أن تغلب سندباد على ثعبان المستنقعات الكبير ذهب إلى وادي النيل وهناك يواجه أحاجي وحش النهر التي يقرر قتل سندباد إذا لم يستطع حلها. أيضاً يتعرف سندباد على شخص عجوز يتضح إنه الشهير علاء الدين الذي يخبر سندباد بقصته مع المصباح ويعتزم مشاركته هو وياسمينة في جميع أسفاره القادمة. |                                                   |                    |
| 24 | «سكان الكهف» (生きていたマンモス)                 | 17 مارس 1976       |
| أثناء الترحال يقع سندباد وياسمينة والعم علاء الدين في بحر من الرمال المتحركة التي تؤدي بهم إلى كهف للإنسان البدائي وفيلة الماموث المنقرضين من عشرات آلاف السنين لكنهم يجدون إن بعضهم مازال على قيد الحياة في هذا الكهف، ويقبضون على سندباد والعم علاء الدين معتقدين إنهم من لصوص العاج. |                                                   |                    |
| 25 | «جيان ابن العملاق» (巨人の息子ジャイアン)         | 24 مارس 1976       |
| يقابل سندباد وياسمينة والعم علاء الدين علي بابا من جديد و يحاولون جميعاً مساعدة ابن الوحش العملاق الذي أطلق عليه سندباد اسم عمليق في نزع خنجر علي بابا المغروس في قدمه. ويظهر أباه الوحش العملاق الكبير الذي يلتهم علي بابا ويحاولون جميعاً بما فيهم عمليق إخراج علي بابا من أمعاءه. |                                                   |                    |
| 26 | «جبل الجليد» (巨人の息子ジャイアン)               | 24 مارس 1976       |
| يعود سندباد ورفاقه ياسمينة وعلي بابا والعم علاء الدين إلى الوطن بغداد ليجدوا شعبها يكاد يموت عطشاً لجفاف نهري دجلة والفرات فيبدأ سندباد ورفاقه رحله جديدة نحو البحار الجنوبية بحثاً عن جبل من الجليد لحل الأزمة وذلك بمساعدة أميرة الحوريات والحوت الكبير. |                                                   |                    |
| 27 | «لص بغداد» (氷山を運ぶ大鯨)                       | 31 مارس 1976       |
| ظهرت بغداد الجميلة بعد عودة سندباد بأبهج حله خضراء زاهية تزينها الازهار وتظللها الاشجار ،لكن ما ان اتى الليل حتى هاجمها اللصوص الاربعين وسرقوا كل ما هو ثمين لدى اثريائها وكذلك بيت سندباد وقصر الوالى، واستنادا على ماضى علي بابا مع اللصوص يتشكك الوزير به ويقبض عليه ، و لتبرئته من تهمة السرقة راح سندباد يبحث عن اللصوص ليكشف المكان الذى يختبئون فيه. |                                                   |                    |
| 28 | «أفتح يا سمسم» (氷山を運ぶ大鯨)                   | 14 أبريل 1976      |
| يحاول سندباد وياسمينة وعلي بابا الدخول إلى مغارة الكنوز التي سرقها اللصوص الاربعين ليأخذوا مابداخلها والعودة به إلى بغداد رغبه في ان يستدرجوا اللصوص ويقبضوا عليهم ويبرئوا علي بابا من تهمة السرقة. |                                                   |                    |
| 29 | «البساط الطائر» (空飛ぶジュータン)                | 21 أبريل 1976      |
| بعد ان أعاد سندباد المسروقات إلى اصحابها بقى عنده كنوز كثيرة كان اللصوص قد جمعوها في المغارة وقرر سندباد واصدقاءه علي بابا والعم علاء الدين ان يوزعوا كل شئ على الفقراء والمحاجين في بغداد لكن بين المسروقات وجدوا بساط قديم يخبرهم العم علاء الدين انه بساط الريح المصنوع من شعر الف ساحر وتأتى العجوز الشمطاء ميساء لتخطف ياسمينة والبساط ويذهب سندباد وعلي بابا إلى الجبل الاسود الذى به المشعوذون لانقاذ ياسمينة. |                                                   |                    |
| 30 | «قراصنة الاقزام» (小人の海賊たち)                 | 28 أبريل 1976      |
| تتعرض السفينة التي تقل سندباد وياسمينة وعلي بابا والعم علاء الدين لعاصفه قوية ويصر قبطان السفينة على القاء علي بابا في البحر مبررا ان علي بابا شرير وان الله غاضباً منه وان ما يحدث لهم من خطر هو بسببه ، و يلقى ايضا بسندباد و العم علاء الدين لمحاولاتهم منعه من القاء علي بابا في البحر. وينجى الجميع من عاصفه ليجدوا انفسهم اسرى مقيدين على جزيرة سكانها اقزام مقسمين إلى فريقين اعداء. اقزام سكان الساحل و اقزام سكان الجبل ناظرين إلى سندباد و رفاقه كعملاقة فيستغلوهم في الاستعداد للحرب.                          |                                                   |                    |
| 31 | «الحرب على أرض الاقزام» (小人島の大戦争)          | 5 مايو 1976        |
| تبدأ الحرب بين الاقزام اهالى الساحل والاقزام اهالى الجبل ويحاول سندباد وعلي بابا والعم علاء الدين ايقافها بمساعدة كل من ياسمينه والاميرة جمال والامير هالشه. |                                                   |                    |
| 32 | «سر ياسمينة» (シェーラの秘密)                     | 12 مايو 1976       |
| اثناء الترحال يحاول سندباد وعلي بابا والعم علاء الدين إنقاذ جمل من نسور كانت تود إفتراسه، لكن مهاجمة النسور محرمه في هذة المنطقة لذلك تأتى جنود النسور وتقبض على علي بابا والعم علاء الدين واثناء محاولة سندباد البحث عنهم يقابل رجل عجوز أعمى يحكى له قصته و قصة هذا المكان، ومن ذلك يكشف سندباد سر ياسمينة وانها الاميرة ابنة حاكم هذا المكان. |                                                   |                    |
| 33 | «ناطور الثلج» (氷の大魔人)                        | 19 مايو 1976       |
| يصل سندباد ورفاقه علي بابا وياسمينة والعم علاء الدين إلى قرية جفت فيها المياه، ويتعرفوا إلى رجل فقير يخبرهم ان الماء يباع من قبل الحاكم بأسعار مرتفعه، ومن لم يستطع دفع ضريبة الماء يؤخذ ابنه للخدمة في بيت الحاكم ويتطوع سندباد بدلا عن أحد الاولاد للخدمة في بيت الحاكم محاولا اكتشاف مصدر الماء، لكن رسول الحاكم يذهب به لناطور الثلج الذى يجمد سندباد حباً في رؤية الاولاد الصغار مجمدين في الثلج. ويحاول كل من علي بابا والعم علاء الدين مع ياسمينه وايضا سكان القرية انقاذ سندباد والاولاد الصغار الذى سبق تجميدهم. |                                                   |                    |
| 34 | «طائر الوحش» (人喰い鳥モア)                       | 26 مايو 1976       |
| اقتربت سفينة سندباد ورفاقه ياسمينة وعلي بابا والعم علاء الدين من شاطئ جزيرة كبيرة بحثاً عن طعام وماء، وكان سكانها مشغلون بجمع اخشاب الزين المتوفرة بغزارة على هذة الجزيرة لقبطان احدى السفن، ويقرر علي بابا جمع بعضها واخذها معهم للتجارة واثناء ذلك يتعرضون للهجوم من طائر الوحش العملاق الذى يهابه سكان الجزيرة ويسمونة سيد الجزيرة. |                                                   |                    |
| 35 | «نونو وفوفو» (マンモス少年ポコ)                   | 2 يونيو 1976       |
| في طريق سندباد ورفاقه ياسمينة وعلي بابا والعم علاء الدين لشواطئ النيل يتعرضون لهجوم حيوان وحشي ويحاول فوفو الفيل الصغير مساعدتهم لكنه يتأذى و لمساعدة فوفو يخبرهم زعيم البدائيين ان هناك مكان يملك قوة خارقة تشفى الامراض والجروح ويوجد هذا المكان داخل الهرم فيتجهوا جميعا و معهم نونو بالفيل الصغير إلى الاهرام لعلاجه هناك. |                                                   |                    |
| 36 | «اللصوص داخل الهرم» (ピラミッドの大泥棒)          | 9 يونيو 1976       |
| اتى سندباد و رفاقه ياسمينة وعلي بابا والعم علاء الدين ونونو إلى الاهرام لشفاء الجرح الذى اصاب فوفو الفيل الصغير، وبالمصادفه يجد سندباد والعم علاء الدين مع نونو الغرفة الخفية ذات القوة الخارقة داخل الهرم، لكن عصابه اللصوص التي تأتى لسرقة كنوز الاهرام يجبروا علي بابا والجميع على مساعدتهم. |                                                   |                    |
| 37 | «علي بابا والأميرة الحسناء» (まぼろしの国)        | 16 يونيو 1976      |
| يجد علي بابا مفتاح عليه رمز هلال في قاع واحة اثناء ترحاله هو وسندباد وياسمينة والعم علاء الدين في الصحراء، والمفتاح هو مفتاح بيت القيثارة الذى فقدته الاميرة ضياء والتي تظهر لهم هى و مملكتها ، تلك المملكة التي تظهر يوم واحد كل مائه عام. ويقع علي بابا في حب الاميرة ضياء ويقرر البقاء معها. |                                                   |                    |
| 38 | «التنين» (魔法の竜)                               | 23 يونيو 1976      |
| 39 | «الواحة المحترقة» (燃えるオアシス)                | 30 يونيو 1976      |
| 40 | «فتاة من الفضاء» (星の国から来た少女)             | 7 يوليو 1976       |
| 41 | «السمكة التي ابتلعت السفينة» (船をのむ大怪魚)     | 14 يوليو 1976      |
| 42 | «رحلة إلى بلاد علاء الدين» (アラジンじいさんの国) | 21 يوليو 1976      |
| 43 | «اسرع يا علي بابا» (走れ!アリババ)                | 28 يوليو 1976      |
| 44 | «سفينة في الصحراء» (砂漠の幽霊船)                 | 4 أغسطس 1976       |
| 45 | «الحصان الأبيض» (ものいう石像)                    | 11 أغسطس 1976      |
| 46 | «علي بابا والمغامرة العجيبة» (魔法使いアリババ)   | 18 أغسطس 1976      |
| 47 | «برج بابل» (バベルの塔の謎)                       | 25 أغسطس 1976      |
| 48 | «الاجتماع الكبير» (100人の魔法使い)               | 1 سبتمبر 1976      |
| 49 | «الأميرة ياسمينة» (シェーラ姫の危機)              | 8 سبتمبر 1976      |
| 50 | «العفريت الأزرق» (青い大魔王)                     | 16 سبتمبر 1976     |
| 51 | «المعركة الاخيرة» (魔神大戦争)                    | 22 سبتمبر 1976     |
| في طريق الوصول إلى العفريت الازرق تكون المواجهة الكبرى بين قوى الشر و بين سندباد و علي بابا و العم علاء الدين مع الاميرة ياسمينة الذين استعانوا بالوحش العملاق و ابنه الصغير عمليق مع فرخ العنقاء صخر لمجابهة الاشرار في معركتهم الاخيرة. |                                                   |                    |
| 52 | «نهاية الرحلات» (魔法よとけろ)                    | 29 سبتمبر 1976     |
| بعد ان انتصر سندباد و رفاقه علي بابا و العم علاء الدين مع الاميرة ياسمينة في حربهم القاسية على كل انواع الأشرار ذهبوا برفقة صديق سندباد حسن ليواجهوا الخطر الاكبر وهو الزعيم الازرق زعيم كل الاشرار فينتصر عليه سندباد و ينفك السحر عن ابويه و عن عمه علي و يعود والدا ياسمينة إلى هيئتهم البشرية . ويعود سندباد مع اهله و رفاقه إلى بغداد بعد سلسلة من المغامرات انتهت بالقضاء على المشعوذين الاشرار و جميع ملوك الجان و زعيمهم العفريت الازرق.                                                                         |                                                   |                    |

## الأغاني
| كلمات - Wakamori Ichirô وهي بالترجمة العربية أنا سندباد المغترب.... أبعد أبحر أقتربً لا أهاب الموج أبداً... حين يعلو ويضطربُ سندباد لا يخاف... سندباد مهما تكثر الأخطار ويبعد عن بغداد سندباد ما أقواه.... في كل البلاد تاجرٌ، مندفعً، بطلٌ.... من بغداد موسيقى - شونسكي كيكوتشي | غناء - ميتسكو هوريه - The Columbia Yurikagokai |

## وصلات خارجية
- - موقع مغامرات سندباد - القصة، ملخص الحلقات، الشخصيات، الـ دى في دى، والمزيد
- مغامرات سندباد على موقع IMDb (الإنجليزية)
- مغامرات سندباد على موقع ليتربوكسد (الإنجليزية)
- مغامرات سندباد على موقع كينوبويسك (الروسية)
- مغامرات سندباد على موقع قاعدة بيانات الفيلم (الإنجليزية)
- مغامرات سندباد على موقع ANN anime (الإنجليزية)